# Бітумізація
Бітумізація, бітумінізація (рос. битуминизация (битумизация), англ. bituminization, bituminous grouting of rock; нім. Bituminierung f von Gesteinen n pl) -
1. штучне заповнення тріщин у ґрунтах і гірських породах розплавленим природним бітумом. Призначена для створення гідроізоляційних завіс при будівництві гірничих виробок і підземних споруд. Бітумізація гірських порід вперше застосована у США в 1926. В процесі бітумізації гірських порід розплавлений бітум під тиском нагнітають у свердловини. Охолоджуючись, він твердне і запобігає проникненню води у виробку.
2. анаеробний процес розкладання багатих на жири й білки органічних речовин (органічних решток) із втратою кисню, внаслідок якого збільшується вміст вуглецю та водню й утворюються парафіни й нафтени.